# Погорелово (Сельское поселение Чарозерское, у села Чарозеро)
Погорелово — деревня в Кирилловском районе Вологодской области.
Входит в состав Чарозерского сельского поселения, с точки зрения административно-территориального деления — в Чарозерский сельсовет.
Расстояние по автодороге до районного центра Кириллова — 85,5 км, до центра муниципального образования Чарозера — 1,5 км. Ближайшие населённые пункты — Подосеново, Ратово, Чарозеро, Ботово, Губино, Козицыно, Трофимово, Часовенская, Кашино.